# Allocation canadienne pour enfants
L'Allocation canadienne pour enfants (ACE) (en anglais : Canada Child Benefit) est un programme de soutien du revenu fondé sur le revenu destiné aux familles au Canada en vigueur depuis 2016. Il s'agit d'un paiement mensuel non imposable offert aux familles canadiennes admissibles pour les aider à assumer les coûts liés à l'éducation des enfants.
L'ACE est l'incarnation la plus récente des programmes d'aide financière aux familles du gouvernement du Canada qui existent, sous différentes formes, depuis juillet 1945.

## Histoire

### Allocations familiales (1945-1993)

#### Mise en place du programme (1945-1949)
Le programme fédéral d'allocations familiales débute en juillet 1945 lorsque la Loi de 1944 sur les allocations familiales entre en vigueur. Les enfants de 0 à 15 ans sont admissibles et les prestations sont différentiées selon l'âge de l'enfant. Le programme est confié au ministre de la Santé nationale et du Bien-être social. Jusqu'en 1949 le montant versé pour les enfants à partir du 5e était réduit,.

#### Instauration des allocations scolaires (1961-1964)
Le 1er septembre 1964 le gouvernement fédéral met en place un programme d'allocations pour les jeunes de 16 et 17 ans qui suivent un enseignement à temps-plein ou présentent un handicap. Le montant, fixé à 10 $ par mois, est versé aux parents d'un enfant éligible qui résident au Canada. 
Le Québec, qui dispose d'un programme similaire depuis le 1er septembre 1961, opte de ne pas recourir au programme fédéral et de disposer à la place d'un abattement fiscal spécial de 3 % sur l'impôt sur le revenu des particuliers.

#### Refonte du programme (1973-1974)
En septembre 1973 l'allocation est unifiée à 12 $ par mois pour tous les enfants de 0 à 15 ans. Puis le régime est profondément modifié le 1er janvier 1974 : l'admissibilité est étendue aux enfants de 16 et 17 ans, l'allocation est rendue imposable et indexée au coût de la vie à partir de janvier 1975,. Le programme d'allocations scolaires de 1964 est alors aboli, le Québec choisissant de conserver l'abattement fiscal spécial obtenu en 1964 et de le rembourser en totalité au gouvernement fédéral,.
Le gouvernement du Québec réforme son programme d'allocations familiales pour s'harmoniser avec le nouveau régime fédéral, tout en modulant le montant accordé selon le rang de l'enfant, comme le permet la loi fédérale de 1973.

#### Restrictions progressives (1976-1993)
Le gouvernement fédéral n'indexe pas pleinement les allocations familiales en 1976, 1983 et 1984 et abandonne définitivement l'indexation complète en 1986 (seule l'inflation excédent 3 % par an étant considérée).
Lors du budget fédéral de 1989 (en) le gouvernement instaure le remboursement progressif des allocations familiales versées à hauteur de 15 % du revenu familial excédent 50 000 $. La mesure est progressivement instaurée entre 1989 et 1991.

### Prestation fiscale pour enfants (PFE, 1993-1998)
Don Mazankowski, alors ministre fédéral des Finances, annonce dans le budget fédéral canadien de 1992 l'entrée en vigueur, à partir de janvier 1993, de la prestation fiscale pour enfants (PFE). Cette nouvelle prestation unifiée remplace trois programmes :
- L'allocation familiale ;
- Le crédit pour enfants et ;
- Le crédit d'impôt remboursable pour enfants instauré en 1978[14].

La PFE est initialement fixée à 1 020 $ pour les deux premiers enfants, 1 095 $ pour les suivants et un supplément de 213 $ pour les enfants de moins de 7 ans,. Cette mensualité n'est pas imposable pour le bénéficiaire contrairement à l'allocation familiale qu'elle remplace, y compris au Québec tel qu'annoncé dans le budget du 14 mai 1992. On estime alors que cette mesure augmenterait les prestations de 2,1 milliards de dollars sur une période de cinq ans.

#### Supplément au revenu gagné (SARG)
La nouvelle prestation comprend un supplément de revenu gagné (SARG) pouvant atteindre 500 $ par famille, conçu pour offrir des prestations accrues aux familles de travailleurs à faible revenu avec enfants. Le supplément totalise 8 % du revenu gagné excédant 3 750 $ ; atteint son montant maximum (500 $) entre 10 000 $ et 20 921 $ de revenu gagné et est ensuite réduit de 10 % du revenu gagné au-dessus de 20 921 $ (c'est-à-dire qu'il est complètement épuisé à 25 921 $ de revenu gagné,).
La loi mettant en œuvre la nouvelle prestation est adoptée par la Chambre des communes en septembre 1992. Elle reçoit la sanction royale le 15 octobre 1992. Le Conseil national de la protection sociale soutient la réforme. Il la considère comme un « pas dans la bonne direction », mais souligne que la plupart des familles recevant des allocations d'aide sociale ou d'assurance chômage ne seraient pas éligibles au « complément de revenu du travail », réduisant ainsi l'impact de la nouvelle prestation en réduire la pauvreté des enfants.
En raison des réductions de l'aide sociale, il a cependant été constaté que l'impact de ce programme sur la réduction de la pauvreté des enfants est négligeable.

### Prestation fiscale canadienne pour enfants (PFCE, 1998-2016)
Le ministre fédéral des Finances, Paul Martin, annonce dans le budget fédéral de 1997 le remplacement progressif de la PFE par une nouvelle prestation fiscale canadienne pour enfants (PFCE). Elle combine la PFE et le SARG en un seul paiement bonifié pour augmenter les prestations des familles à faibles revenus. Le déploiement de la PFCE est programmé en deux étapes: 
- D'abord en juillet 1997 avec l'augmentation du SARG ;
- Deuxièmement, le 1er juillet 1998, avec l'entrée en vigueur de la PFCE.

La PFCE a été adoptée en réponse à un engagement pris par le Parlement canadien, en novembre 1989, d'éradiquer la pauvreté chez les enfants au Canada d'ici l'an 2000.

#### Amélioration du SARG (1997)
Le SARG a été grandement amélioré à la suite de l'adoption du budget fédéral de 1997, :
- Le SARG est calculé par enfant plutôt que par famille ;
- Le niveau maximum des prestations est porté à :
  - 605 $ pour le premier enfant ;
  - 405$ pour le deuxième enfant;
  - 330$ pour tout enfant supplémentaire.
- L'introduction progressive est plus rapide, de sorte que le niveau de revenu auquel les prestations sont maximisées reste de 10 000 $.
- La suppression progressive est également plus rapide (12,1 % pour les familles avec un enfant, 20,2 % pour les familles avec deux enfants et 26,8 % dans les autres cas), mais le niveau de revenu auquel les prestations sont entièrement épuisées reste de 25 921 $.

#### Promulgation de la PFCE (1998)
Dans le cadre du nouveau système, la PFCE comporte deux volets principaux :
- La prestation de base (qui a remplacé la PFE) offerte aux familles dont le revenu ne dépasse pas 67 000 $.
- Le supplément PNE (qui a remplacé le SARG) ciblait les familles à faible revenus (jusqu'à 25 921 $).

Les prestations de la PFCE sont augmentées, atteignant 1 625 $ pour le premier enfant puis 1 425 $ pour chaque enfant supplémentaire.
Le budget fédéral de 1999 augmente le supplément de la PNE de 350 $. Le seuil auquel le supplément est complètement éliminé passe de 25 921 $ à 29 590 $ à partir de juillet 2000.
La réforme fait partie d'un système proposé de prestation nationale pour enfants (PNE) basé sur la collaboration entre les gouvernements fédéraux, provinciaux et territoriaux. Alors que le gouvernement fédéral améliore la prestation fédérale, les gouvernements provinciaux et territoriaux peuvent fournir des prestations et des services supplémentaires aux familles à faible revenus. Le gouvernement du Québec déclare soutenir le principe de la PNE mais décide de ne pas participer au programme pour garder la maîtrise des programmes du soutien aux revenu des familles au Québec.

### Prestation universelle pour la garde d'enfants (PUGE, 2006-2016)
À la suite des élections fédérales canadiennes de 2006, le nouveau gouvernement conservateur dirigé par Stephen Harper crée la Prestation universelle pour la garde d'enfants (PUGE). Cette nouvelle prestation était initialement fixée à 1 200 $ par an pour les enfants de moins de 6 ans. La PUGE est un paiement imposable inclus dans le revenu du bénéficiaire.
La Loi sur la prestation universelle pour la garde d'enfants reçoit la sanction royale le 22 juin 2006. La prestation est versée pour la première fois en juillet 2006.
Dans le budget fédéral canadien de 2010, la PUGE est rendue partageable entre les parents ayant la garde partagée. Dans ce cas, le paiement est réparti également entre les parents (chacun recevant 50 $ par mois). La mesure entre en vigueur en juillet 2011,.

#### Bonification de la PUGE (2014)
Une expansion importante de la PUGE est annoncée en novembre 2014 dans la mise à jour financière de l'automne,: 
- Le montant de la PUGE pour les enfants de moins de 6 ans passerait de 1 200 $ à 1 920 $ sur une base annuelle ;
- La PUGE serait étendue aux enfants âgés de 6 à 17 ans avec une prestation annuelle de 720 $. Cette nouvelle prestation remplacerait le crédit d'impôt pour enfants à partir de 2015.

Les changements sont intégrés dans la Loi n° 1 sur le Plan d'action économique de 2015, qui reçoit la sanction royale le 23 juin 2015 et entre en vigueur le 1er juillet 2015, bien que les nouveaux montants soient adoptés dès le 1er janvier 2015.
La PUGE reste inchangée jusqu'au 30 juin 2016, date à laquelle elle est supprimée et remplacée par l'Allocation canadienne pour enfants.

### Allocation canadienne pour enfants (ACE, depuis 2016)
La Prestation fiscale canadienne pour enfants est éliminée en 2016, remplacée par l'Allocation canadienne pour enfants (ACE). Il s'agit d'un paiement non imposable destiné aux familles à revenu faible ou intermédiaire. Ceux dont les revenus sont supérieurs à 150 000 $ recevront moins que dans le système précédent. Au cours de l'année de prestations 2018-2019, les paiements de l'ACE peuvent atteindre 6 496 $ par année par enfant de moins de 6 ans, et jusqu'à 5 481 $ par année par enfant de 6 à 17 ans. L'ACE dépend du revenu. En 2018-2019, le premier seuil de revenu pour que les familles puissent recevoir l'Allocation canadienne pour enfants est de 30 450 $ et le deuxième seuil est de 65 975 $. Depuis sa création, l'Allocation canadienne pour enfants aurait sorti environ 300 000 enfants de la pauvreté et a contribué à réduire la pauvreté des enfants de 40 % de 2013 à 2017. Le budget de l'Allocation canadienne pour enfants est augmenté en 2019, la prestation annuelle passant à un maximum de 6 639 $ pour les enfants de moins de 6 ans et à 5 602 $ pour les enfants de 6 à 17 ans. La mesure doit permettre aux parents de faire face à l'augmentation du coût de la vie à la suite de la pandémie de Covid-19.